# 东关街道 (安阳市)
东关街道，是中华人民共和国河南省安陽市文峰区下辖的一个乡镇级行政单位。

## 行政区划
东关街道下辖以下地区：
东关街社区、育才路社区、彩虹路社区、晨峰路社区、安惠苑社区、王村和东关村。